# Цілик (зброя)

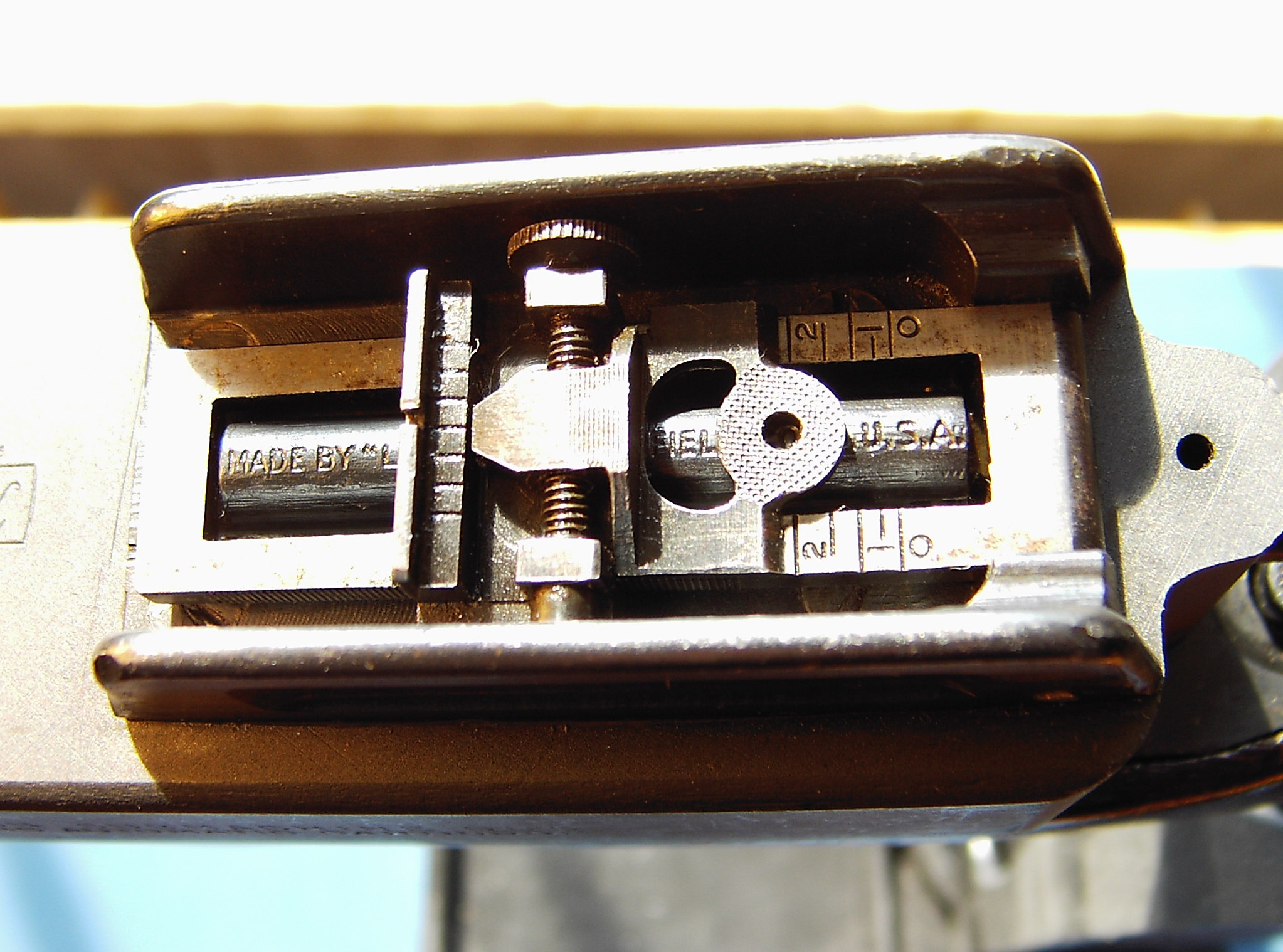
Цілик пістолета-кулемета Томпсона

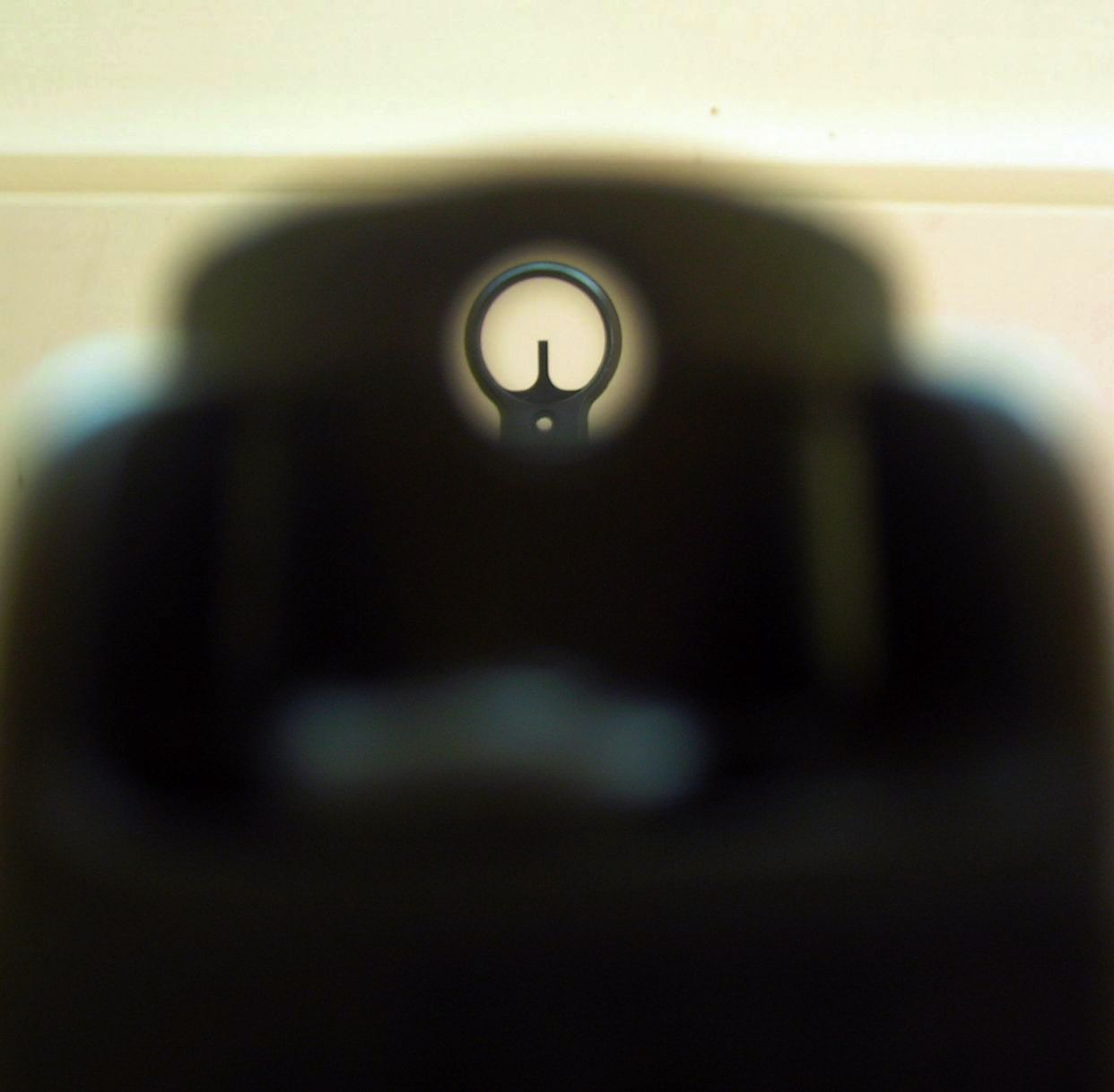
Приціл пістолета-кулемета HK MP5, попереду видно мушку з намушником, позаду — розплився при фотографуванні цілик

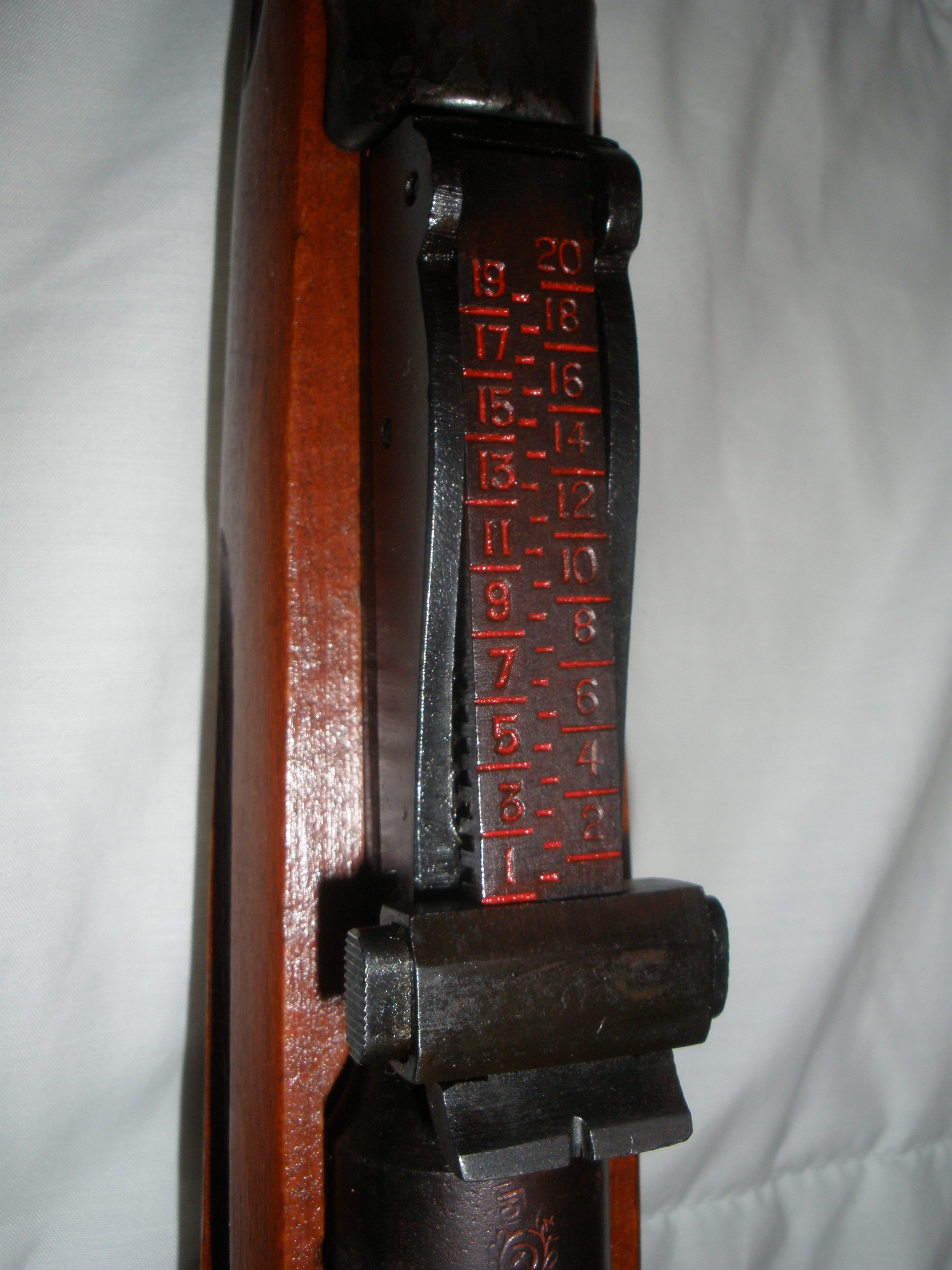
Прицільна планка гвинтівки Мосіна

Ці́лик (гривка) — частина прицілу, в якій знаходиться проріз, який при прицілюванні вогнепальної зброї поєднують з мушкою.
Має різну будову в різних моделях. Іноді помилково називається власне прицілом. 
У ППШ він є нерегульованим V-подібним прорізом, а у гвинтівки Мосіна, наприклад — регульованою прицільною планкою з прорізом (або двома на гвинтівках з бічним прицілом) і з хомутиком.